# Schienenfreunde
Als „Schienenfreunde“ (später auch Schienenkartell) wurde ein Kartell bezeichnet, das bis 2011 Preise und Mengen auf dem deutschen Markt für Eisenbahnschienen abgesprochen hat.
Laut Ermittlungsakten soll das Kartell seit Anfang der 1980er Jahre bestanden haben. Laut Angaben der Deutschen Bahn seien die rechtswidrigen Absprachen zwischen 2001 und 2010/11 erfolgt. Es wurde Anfang Juli 2011 öffentlich bekannt. Allein die Deutsche Bahn habe nach eigenen internen Unterlagen aufgrund des Kartells eine Milliarde Euro zu viel bezahlt. Auch zahlreiche kommunale Verkehrsbetriebe wurden geschädigt.
Die DB machte Schadenersatzansprüche in Höhe von 376 Millionen Euro (zuzüglich Zinsen) geltend. Offen sind Forderungen gegen das Unternehmen Moravia in Höhe von 133 Millionen Euro (zuzüglich Zinsen).

## Struktur
Als Führer des Kartells, das in eine Händler- und eine Produzentenebene unterteilt war, galt Voestalpine. Die Zusammensetzung des Kartells veränderte sich im Laufe der Jahre. Wesentliche Spieler blieben Voestalpine, Thyssen-Krupp und Corus (später Tata Steel).
Die Kartellteilnehmer trafen sich mehrfach im Jahr an wechselnden Orten. Das Kartell war in vier Zonen (Nord, Süd, Ost, West) aufgeteilt. Im Westen Deutschlands hätten sich die Kartellbrüder laut Ermittlungsergebnissen 15- bis 20-mal jährlich getroffen. Im Norden hätten Thyssen-Krupp, Klöckner Bahntechnik und ein weiteres Unternehmen drei bis vier Großaufträge pro Jahr unter sich aufgeteilt. Neben Treffen in gehobenen Restaurants sind für die Zeit von 2005 bis 2009 wenigstens 35 Besuche in Bordellen dokumentiert. Als weitere Treffpunkte sind der Hamburger Flughafen und ein Hotel in Bottrop dokumentiert. Ein Geschäftsführer der beteiligten Voestalpine habe diese Besuche über Firmenkonten der Voestalpine abgerechnet. Zusätzlich hätten weitere Mitarbeiter dieser Firma Bordellbesuche als Bewirtungen verrechnet. Zu den Teilnehmern der Sexorgien sollen neben Kartellmitgliedern auch Mitarbeiter kommunaler Betriebe gehört haben. In Excel-Tabellen hatten die Beteiligten die untereinander abgesprochenen Mengen und Preise festgehalten. Laut Aussagen Beteiligter seien in regelmäßigen Treffen Details verhandelt und Maßnahmen besprochen worden, Wettbewerber vom Markt fernzuhalten. Das Bündnis soll mehrere Jahrzehnte bestanden haben.
Das Kartell wurde 2008 gebrochen, als ArcelorMittal in Lieferungen für die Deutsche Bahn die Preise des Kartells deutlich unterbot und zum größten Schienenlieferanten der Deutschen Bahn wurde. Die Preise für Eisenbahnschienen sanken in den Folgejahren. Bis zur Aufdeckung des Kartells wurden Preise und Mengen zulasten weiterer Eisenbahninfrastrukturunternehmen abgesprochen. Zu den geschädigten kommunalen Verkehrsbetrieben zählen insbesondere die Stadtwerke München, die Bremer Straßenbahn AG, die Hamburger Hochbahn sowie die Berliner und die Leipziger Verkehrsbetriebe. Zu den weiteren geschädigten Betrieben zählten unter anderem die kommunalen Verkehrsunternehmen in Erfurt, Gotha, Halle (Saale), Jena, Magdeburg, Rostock und Schwerin. Auch die Harzer Schmalspurbahn wurde geschädigt.
Allein der Schaden der Deutschen Bahn soll, bei einem Umsatz von 200 bis 300 Millionen Euro pro Jahr, jährlich 100 Millionen betragen haben. Das Unternehmen ist der größte Abnehmer von Schienen in Europa.

## Geschichte
Laut einem Medienbericht habe das Kartell seit den 1950er Jahren existiert. Habe es sich anfangs um ein loses Bündnis gehandelt, in dem lediglich Liefermengen abgesprochen worden seien, seien später auch Preise festgelegt worden. Laut Ermittlungsakten habe das Kartell dagegen seit Anfang der 1980er Jahre bestanden. Das Kartell bestand im Kern aus Thyssen-Krupp und Voestalpine. Seit wenigstens mindestens Mitte der 1990er Jahre seien Preise und Mengen auf dem deutschen Schienenmarkt abgesprochen worden. Laut einem Medienbericht seien auch Preise für Weichen abgestimmt worden.
Voestalpine war Anfang der 2000er Jahre mit dem Kauf von Klöckner Bahntechnik zu einem großen Schienenlieferanten auf dem deutschen Markt geworden. Noch 2010 soll Thyssen-Krupp versucht haben, in den Markt drängende neue Anbieter in das Kartell mit einzubinden.
Es wurde durch eine anonyme Anzeige und eine Selbstanzeige der Voestalpine (Anfang März 2011) aufgedeckt. Voestalpine hatte zunächst intern ermittelt und anschließend das Bundeskartellamt informiert.
Am 11. und 12. Mai 2011 durchsuchten 43 Ermittler der Staatsanwaltschaft Bochum, des Bundeskartellamts und der Kriminalpolizei gleichzeitig die Büroräume von zehn Stahlfirmen. Betroffen waren unter anderem Voestalpine, Thyssen-Krupp, Stahlberg Roensch und CMC Trinec. Mitte August 2011 folgten weitere Durchsuchungen in drei Privatwohnungen. Zu diesem Zeitpunkt wurde gegen 30 Firmen und 90 Personen ermittelt.
Anfang Juli 2012 schloss das Bundeskartellamt das Verfahren des zu Lasten der Deutschen Bahn gebildeten Kartells ab. Die Behörde verhängte dabei Bußgelder in Höhe von 124,5 Millionen Euro. 103 Millionen Euro entfielen dabei auf Thyssen-Krupp, auf Vossloh 13 Millionen Euro sowie auf zwei Töchter der Voestalpine insgesamt 8,5 Millionen Euro. Das Strafmaß wurde aufgrund der Kooperation der beteiligten Unternehmen mit der Behörde vermindert. Voestalpine profitierte von seiner Stellung als Kronzeuge. Darüber hinaus läuft ein zweites Verfahren zu Absprachen, die den übrigen Markt betroffen hatten. Aufgrund der von Thyssen-Krupp beigesteuerten Informationen wurde das Bußgeld des Unternehmens deutlich gesenkt. Laut späteren DB-Angaben seien Bußgelder in Höhe von 134,5 Millionen verhängt worden.

### Juristische Aufarbeitung
Thyssen-Krupp kündigte im Dezember 2012 an, den ehemals verantwortlichen Spartenvorstand auf 103 Millionen Euro zu verklagen. Der Manager, der nach eigenen Angaben von dem Kartell nichts gewusst habe, wurde infolge des Kartells 2011 vorzeitig gegen eine Abfindung von 2,5 Millionen Euro in den Ruhestand entlassen. Das Unternehmen entließ insgesamt mehr als ein Dutzend in die Preisabsprachen einbezogene Mitarbeiter und verklagte sie. Die Forderung gegenüber zwei ehemaligen Bereichsvorständen lag 2015 bei 300 Millionen Euro. Einer der beiden sei bereits in den 2000er Jahren wegen Bestechung eines für den Schieneneinkauf verantwortlichen Bahnmitarbeiters verurteilt worden und war anschließend als Bereichsvorstand weiterhin (unter anderem) für Geschäfte mit der Bahn zuständig.
Aus dem Kartell haben die Deutsche Bahn und die betroffenen Nahverkehrsbetriebe Schadenersatzansprüche. Laut Schätzungen der Deutschen Bahn betrage der Schadenersatzanspruch des Unternehmens 500 Millionen Euro. Mitte 2012 liefen bereits seit mehreren Monaten entsprechende Verhandlungen. Die kommunalen Verkehrsbetriebe sprechen sich über den Verband Deutscher Verkehrsunternehmen ab.
Die Deutsche Bahn erhob im Dezember 2012 vor dem Landgericht Frankfurt am Main eine Schadenersatzklage in Höhe von 550 Millionen Euro (zuzüglich 300 Millionen Euro Zinsen) gegen drei am Kartell beteiligte Unternehmen (Thyssen-Krupp, Moravia Steel, Vossloh). Gespräche über eine außergerichtliche Einigung mit den drei Unternehmen seien laut Angaben der Deutschen Bahn ergebnislos geblieben und teilweise von den Unternehmen abgebrochen worden (Stand Dezember 2012). Zwischen Voestalpine und der Deutschen Bahn liefen dagegen weiter Gespräche über Schadenersatz. Der Großteil des möglichen Schadenersatzes soll in die öffentlichen Haushalte zurückfließen.
Die Deutsche Bahn führte ab Ende 2011 vertrauliche Gespräche mit Thyssen-Krupp. Der Stahlkonzern hatte eine Rückstellung in Höhe von 30 Millionen Euro für über die zunächst gezahlten 103 Millionen Euro hinausgehende Forderungen gebildet. Thyssen-Krupp wolle nach eigenen Angaben bei den Schadenersatzansprüchen für bestimmte Zeiträume keine Verjährung geltend machen. Voestalpine bildete eine Rückstellung von 200 Millionen Euro. Thyssen-Krupp bildete in Zusammenhang mit dem Kartell 2013 eine Rückstellung von 207 Millionen Euro.
Nach einer im April 2013 bekannt gewordenen Einigung zahlt Voestalpine der Deutschen Bahn im Rahmen einer außergerichtlichen Einigung rund 50 Millionen Euro Schadenersatz. Später wurde eine Summe von 46 Millionen Euro genannt. Laut einem Medienbericht sei die Höhe der Zahlung des Unternehmens aufgrund seiner Kronzeugenrolle gegenüber der ursprünglichen Forderung reduziert worden. Die Zahlung fließt an Bund und Länder zurück. Anfang September 2013 schlossen der Bund und die Deutsche Bahn eine Vereinbarung, wonach der Bund der Bahn seine Ansprüche gegen die Kartellanten abtritt, die Einnahmen aus dem Schadenersatz jedoch an den Bund fließen sollen.
Mitte November 2013 einigten sich DB und Thyssen-Krupp auf eine Schadenersatzzahlung in Höhe von rund 150 Millionen Euro. Die Summe fließt in den allgemeinen Bundeshaushalt zurück. Nach späteren Berichten zahlte Thyssen-Krupp letztlich im Jahr 2014 insgesamt 160 Millionen Euro. Nach eigenen Angaben von 2015 habe Thyssen-Krupp durch das Kartell einen Schaden von mehr als 300 Millionen Euro erlitten.
Im Zuge der juristischen Aufarbeitung wurden 14 hochrangige Manager von thyssenkrupp und voestalpine angeklagt. Zahlreiche der angeklagten Manager wurden von den betroffenen Firmen vorher bereits freigestellt bzw. das Arbeitsverhältnis durch außergerichtliche Einigung beendet.
Im Strafverfahren vor dem Landgericht Bochum wurden die persönlich angeklagten Manager durch eine Vielzahl renommierter und hochrangig besetzter Kanzleien vertreten. Zehn der 14 Angeklagten haben ihre Teilnahme am Schienenkartell während des Prozesses eingestanden und hoffen, durch ihr Geständnis im Strafmaß reduzierte Urteile zu erhalten.
Mit der Verhängung eines Bußgelds in Höhe von zehn Millionen Euro gegen die deutsche Tochter der tschechischen Moravia Steel wurde im Juli 2013 auch das Verfahren zu Absprachen zulasten der Deutschen Bahn abgeschlossen.
Im März 2015 liefen noch Verhandlungen zwischen der Deutschen Bahn und zwei weiteren an dem Kartell beteiligten Unternehmen. Die Schadenersatzforderungen der Deutschen Bahn wurden in einem internen Projekt namens „Bruno“ koordiniert, an dem mehr als 100 Mitarbeiter beteiligt sind. Der Name ist an die Duisburger Pizzeria „Da Bruno“ angelehnt, in der sich die Kartellanten regelmäßig trafen.
Laut Medienberichten seien neben der Deutschen Bahn fast alle deutschen Verkehrsunternehmen geschädigt worden. Das Bundeskartellamt konzentriert sich nach eigenen Angaben auf die Ermittlung in den Markt für alle Geschäfte, die nicht direkt die Deutsche Bahn beträfen (Stand September 2012). Kommunale Verkehrsbetriebe bereiten in einer 2012 gegründeten Arbeitsgruppe ebenfalls eine Schadenersatzklage vor. Eine gemeinsame Klage könnte ein Volumen von mehreren hundert Millionen Euro erreichen.
Zum Auftakt eines Prozesses vor dem Landgericht Bochum legten im Mai 2015 alle sechs angeklagten Manager von Voestalpine und ein ehemaliger Mitarbeiter von ThyssenKrupp weitreichende Geständnisse ab. Das Verfahren wurde Mitte Mai 2015 gegen eine Zahlung einer Geldbuße von 290.000 Euro eingestellt.
Im September 2015 begann ein Prozess gegen sieben weitere Manager, darunter zwei ehemalige Bereichsvorstände von ThyssenKrupp, in denen die Staatsanwaltschaft Bochum die Hauptverantwortlichen sieht.
Im Oktober 2020 wurde eine außergerichtliche Einigung der Deutschen Bahn mit Thyssen-Krupp GfT Gleistechnik und Thyssen-Krupp Materials Services über Schadenersatz in nicht genannter Höhe bekannt. Zuvor hatte es bereits Einigungen der DB mit Thyssen-Krupp und Vossloh/Stahlberg Roensch gegeben. Vor dem Landgericht Frankfurt am Main war noch ein Schadenersatzprozess gegen Moravia Steel anhängig, die sich einer außergerichtlichen Einigung verweigern würden. 2022 wies das Landgericht schließlich die Klage der DB AG gegen Moravia Steel aufgrund von Verjährung ab. Die DB AG kündigte daraufhin an, in Berufung gehen zu wollen.
Laut einem Urteil des Bundesgerichtshofs vom April 2021 müssen Geschädigte des Kartells nachweisen, dass sie tatsächlich geschädigt worden sind. Das Gericht lehnte es ab, allein auf Grundlage der Wahrscheinlichkeit einen Schaden anzunehmen. Für die Anwendung der Grundsätze des Anscheinsbeweises fehle es im vorliegenden Kartell an der „Typizität des Geschehensablaufes“.

### Weitere Ermittlungen
Aufbauend auf den Ermittlungsergebnissen gegen die „Schienenfreunde“ nahm das Bundeskartellamt Ermittlungen gegen mehr als ein halbes Dutzend Hersteller von Eisenbahnschwellen auf. Im Juli 2012 wurden dazu die Büros der Hersteller der im Netz der Deutschen Bahn verwendeten Schwellen durchsucht. Die Staatsanwaltschaft Bochum ermittelte Ende 2012 gegen rund 200 Beschuldigte. Mitte 2013 wurden über 200 Beschuldigte in den Akten geführt. Das Kartell gehört zu den umfangreichsten Kartellen, das von Behörden in Deutschland je aufgedeckt wurde. Erste Anklagen, wegen Ausschreibungsbetrugs, könnten noch 2013 erhoben werden (Stand Juni 2013).

### Frühere Hinweise auf das Kartell
Das Bundeskartellamt kritisiert, dass die Deutsche Bahn es durch die Zusage fester Liefermengen ab 1995 den Kartellanten leicht gemacht habe. Gleichzeitig seien in den Folgejahren die nahezu identischen Preise der Schienenlieferanten nicht aufgefallen, da es offenbar keine internen Kontrollen gegeben habe. Laut einer Zeugenaussage beim Bundeskartellamt im April 2012 könnte die Deutsche Bahn selbst ein Interesse an dem Kartell gehabt haben, da im Gegenzug die Stahlfirmen Kunden der Güterverkehrstochter DB Cargo geblieben seien, die auch für den Einkauf der Schienen für den Konzern verantwortlich gewesen sei. Der Deutschen Bahn sei durch dieses Koppelgeschäft letztlich kein Schaden entstanden, da Schienenwegeinvestitionen durch den Bund getragen würden. Die Deutsche Bahn widersprach dieser vermuteten Mitschuld am Bestand des Kartells; Thyssen-Krupp äußerte sich nicht zu den Vorwürfen.
Laut Angaben eines ehemaligen DB-Managers, der im Jahr 2000 wegen Bestechlichkeit entlassen worden war, hätten zwei Führungskräfte 1985 den Verdacht eines entsprechenden Kartells gehegt. Derselbe (2000 entlassene) DB-Schieneneinkäufer wurde von einem Thyssen-Krupp-Manager in den Jahren 1997 bis 1999 mit insgesamt 240.000 DM bestochen. Der verantwortliche Thyssen-Krupp-Manager erhielt eine gegen ihn verhängte Geldbuße von 90.000 Euro von seinem Unternehmen erstattet und wurde nicht gekündigt.
Die Deutsche Bahn wusste seit dem Jahr 2000 von dem Kartell, unterband aber die Absprachen nicht. Bei der im Jahr 2000 erfolgten Entlassung des DB-Schieneneinkäufers seien Unterlagen sichergestellt worden, „die eindeutig auf Preisabsprachen zu dem Einkauf von Schienen hinweisen“, schrieb ein Anwalt der Deutschen Bahn am 17. August 2000 in einem Brief an den Frankfurter Oberstaatsanwalt Reinhard Rochus. Der Anwalt wiederholte am 27. September 2000 diese Vorwürfe. Laut Angaben der Staatsanwaltschaft von Ende 2012 habe sich im Jahr 2000 wohl kein konkreter Ermittlungsansatz ergeben. Den Grund der unterlassenen Ermittlungen konnte die Staatsanwaltschaft Ende 2012 nicht mehr nennen, da die verantwortlichen Ermittler nicht mehr bei der Behörde seien.
Eine Thyssen-Krupp-interne Ermittlung der Kanzlei Freshfields in den Jahren 2004 bis 2006 erbrachte trotz interner Hinweise keine Belege für das Kartell. Nach einem anderen Bericht sei 2004 bei Thyssen-Krupp die Beteiligung mehrerer Mitarbeiter an dem Kartell festgestellt worden, die jedoch 1999 für verjährt erklärt worden sei. Weitere hausinterne Hinweise an den zuständigen Thyssen-Krupp-Vorstand Edwin Eichler auf das Kartell seien im Jahr 2006 ohne Konsequenzen geblieben.